# La Seine à Argenteuil (Monet)
Pour les articles homonymes, voir La Seine à Argenteuil.
La Seine à Argenteuil est un tableau réalisé par le peintre français Claude Monet en 1873. De format horizontal, cette huile sur toile est un paysage qui représente la Seine à Argenteuil, dans ce qui est devenu le Val-d'Oise. Entrée dans les collections publiques en 1951, l'œuvre est affectée depuis 1986 au musée d'Orsay, à Paris. Elle se trouve depuis 2011 en dépôt au musée de Grenoble, à Grenoble, dans l'Isère,.